# Poesibog
 For Naja Marie Aidts digtsamling, se Poesibog (digtsamling).
En poesibog er en type notesbog, som børn (især piger) i 1900-tallet byttede, og hvori de skrev hilsner, gerne på vers, til ejeren.

## Ekstern henvisning
- Dansk Kultur Arkiveret 28. juni 2015 hos  Wayback Machine Begrebsforklaring og eksempler